# Atelier de l'agneau
Maison d'édition d'abord belge, puis française l'Atelier de l'Agneau - Art et Création Littéraire  publie la poésie contemporaine et les textes courts souvent accordés à des dessins.
Le siège social est à Saint-Quentin-de-Caplong, en Gironde.

## Historique
Jacques Izoard, et Robert Varlez sont les fondateurs de la maison d'édition Atelier de l'agneau.
Les statuts de la maison d'édition (a.s.b.l. loi de 1901) sont déposés en 1974. Au début : livres de bibliophilie puis imprimés en offset puis la revue M25 de 1977 à 1992, qui a eu 152 numéros et publié dessins, poètes de tout bord et surtout "expérimentaux". Il sera rejoint par Françoise Favretto en 1979. Elle œuvrera à la composition et aux critiques, au choix des textes. Les auteurs des débuts sont souvent français : Jean-Pierre Otte, premier à y être publié, Yves di Manno, Jean-Luc Parant, James Sacré, Matthieu Messagier, Pierre Dhainaut, Jean-Claude Renard et bien d'autres.
Mais le poète wallon Henri Falaise y est publié également. Aussi Eugène Savitzkaya, écrivain liégeois, qui publia ses premiers livres à l'Atelier de l'agneau.
Les éditions se déplacent en France en 1996, déposent leurs statuts en Gironde en 2004.
"L'Atelier de l'agneau  est définitivement installé à Saint-Quentin-de-Caplong" .